# فرانسیسکو والرمینو نیری
فرانسیسکو والرمینو نیری (به پرتغالی: Francisco Valmerino) مهاجم اهل برزیل است که در شهر ریودو ژانیرو و در تاریخ ۱۵ فوریهٔ ۱۹۷۶ به دنیا آمده‌است.
فرانسیسکو والرمینو نیری در تیم‌های فوتبال FC St. Gallen سابقهٔ حضور دارد.